# Wentworth River (Mitchell River)
Der Wentworth River ist ein Fluss im östlichen Gippsland im australischen Bundesstaat Victoria.
Er entspringt im Osten von Dargo und fließt 59 km nach Süden bis zu seiner Mündung in den Mitchell River bei Tabberabbara im Norden des Mitchell-River-Nationalparks.